# Grígos
Grígos (grec moderne : Γρίγος) est une localité située dans le dème de Pátmos, dans le district régional de Kálymnos, dans la périphérie d'Égée-Méridionale, en Grèce.
Selon le recensement de 2021, elle compte 132 habitants.